# Perpetual Flame
《Perpetual Flame》은 스웨덴의 기타리스트 잉베이 말름스틴과 그의 그룹 라이징 포스의 열여섯 번째 스튜디오 음반으로, 2008년 10월 13일, 유럽에서, 2008년 10월 14일, 미국과 캐나다에서 발매되었다. 이 음반은 2005년 《Unleash the Fury》 이후 그의 첫 번째 음반이자 전 주다스 프리스트와 아이스드 어스의 보컬리스트 팀 오언스가 함께한 첫 번째 음반이다. 이 음반에는 유명한 키보디스트 데렉 세리니언이 키보드로 참여했다.

## 배경
이 음반은 엔지니어로도 활동했던 말름스틴이 직접 프로듀싱했으며, 브루스 디킨슨과 핼퍼드로 유명한 로이 Z가 믹싱하고 핼퍼드, 리타 포드, 세리온으로 유명한 마오르 아펠바움이 마스터링했다.
〈Red Devil〉, 〈Damnation Game〉, 그리고 〈Caprici di Diablo〉 트랙은 2008년 11월 25일에 《록 밴드》와 《록 밴드 2》 게임의 다운로드 가능한 콘텐츠로 제작되었다.
알 수 없는 이유로, 〈Four Horsemen (Of the Apocalypse)〉라는 제목의 노래는 일본 발매 음반에 포함되지 않았다.
투어 중 말름스틴은 베이시스트 비에른 엥글렌과 키보디스트 마이클 트로이와 함께했다.

## 평가
| 전문가 평가      | 전문가 평가 |
| 평가 점수        | 평가 점수   |
| 출처             | 점수        |
| ---------------- | ----------- |
| AllMusic         | [ 1 ]       |
| Metal Rules      | [ 2 ]       |
| Record Collector | [ 3 ]       |

이 음반은 평론가들로부터 대체로 긍정적인 평가를 받았다. 올뮤직의 평론가 그레그 프라토는 "제프 스콧 소토 시절 이후 잉베이 말름스틴이 스웨덴 출신의 6현 슈레더와 진정으로 대등하게 맞설 수 있는 재능을 지닌 보컬리스트와 함께 스포트라이트를 공유한 적은 없었다... 그 결과는 최근 들어 잉베이 최고의 음반이다"라고 평했다.

## 곡 목록
모든 곡들은 잉베이 말름스틴에 의해 작사/작곡하였다.
| #   | 제목                                  | 재생 시간 |
| --- | ------------------------------------- | --------- |
| 1.  | 〈Death Dealer〉                      | 5:26      |
| 2.  | 〈Damnation Game〉                    | 5:04      |
| 3.  | 〈Live to Fight (Another Day)〉       | 6:13      |
| 4.  | 〈Red Devil〉                         | 4:07      |
| 5.  | 〈Four Horsemen (Of the Apocalypse)〉 | 5:23      |
| 6.  | 〈Priest of the Unholy〉              | 6:47      |
| 7.  | 〈Be Careful What You Wish For〉      | 5:29      |
| 8.  | 〈Caprici di Diablo〉 (기악)          | 4:28      |
| 9.  | 〈Lament〉 (기악)                     | 4:31      |
| 10. | 〈Magic City〉                        | 7:26      |
| 11. | 〈Eleventh Hour〉                     | 8:03      |
| 12. | 〈Heavy Heart〉 (기악)                | 5:58      |